# Kring (Kaufunger Wald)

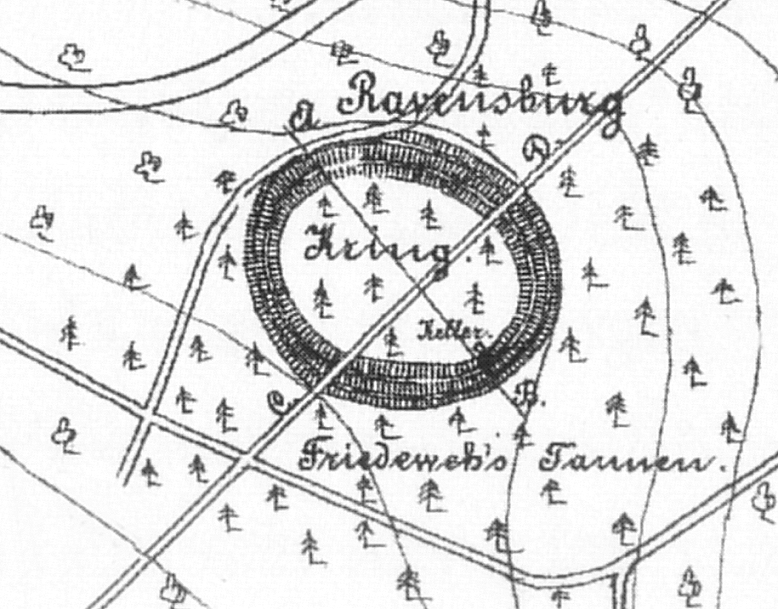
Lageplan des Kring von Carl Schuchhardt (1894)

Der Kring ist eine Ringwallanlage auf dem Ravensberg nahe Hann. Münden (Niedersachsen). Sie liegt im Kaufunger Wald in der Nähe der Werra und den Ortsteilen Laubach sowie Oberode. Die heute im Gelände noch gut erkennbare Wallanlage ist ein Kulturdenkmal, das als solches aber nicht ausgeschildert ist. Lange Zeit wurde sie als frühgeschichtliche oder frühmittelalterliche Fliehburg gedeutet. Ihre Entstehungszeit um Christi Geburt wurde erst bei der Erforschung des nahegelegenen Römerlagers Hedemünden um das Jahr 2007 erkannt, als deren Außenposten der Ringwall angesehen wird.

## Aufbau

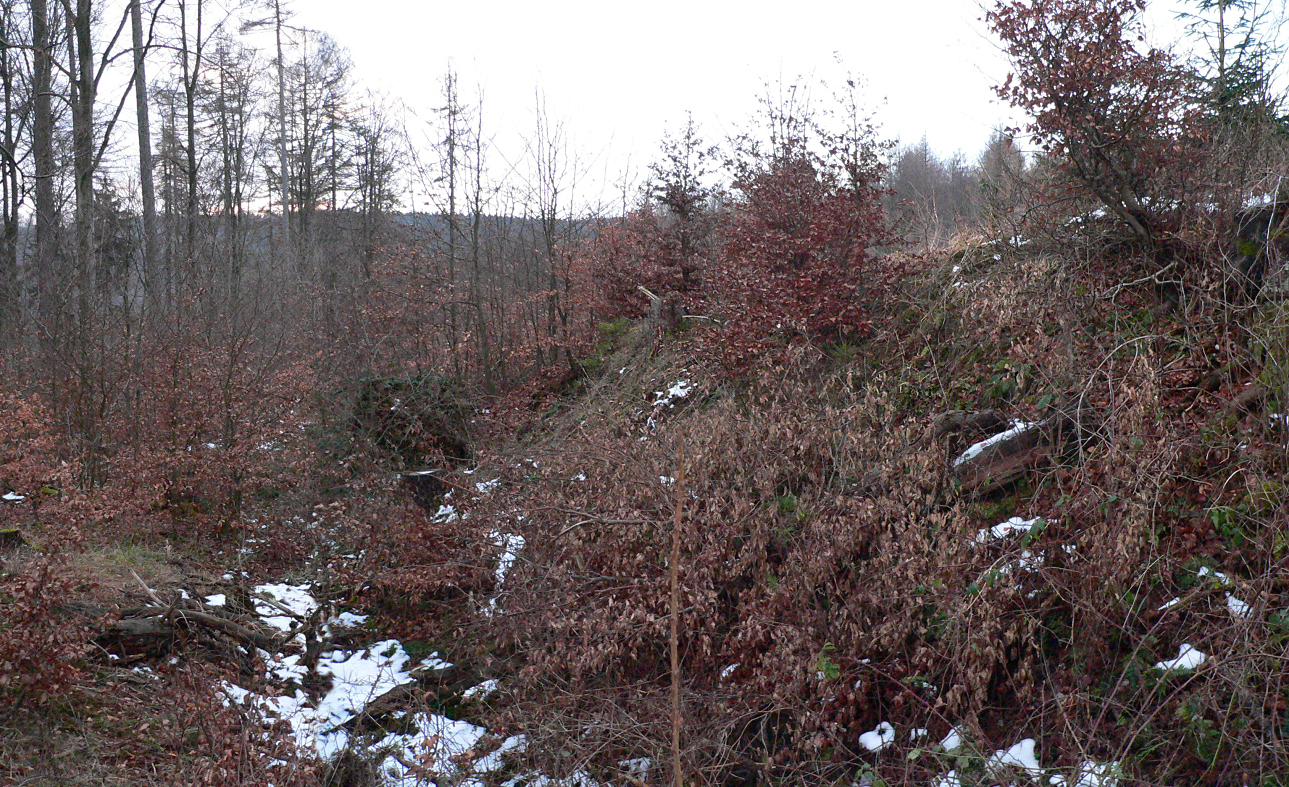
Rechts der Wall des Krings mit noch über 2,5 Meter Höhe

Der Kring ist ein ovaler Ringwall mit den Ausmaßen von 82 × 110 Meter auf 395 m ü. N.N. nahe dem Ravensberg. Die Innenfläche beträgt rund 4.000 m². Der umgebende Wall ist bis auf kleinere Schäden auf der gesamten Länge von 225 Meter erhalten. Dieser bestand von dem vorgelagerten Graben bis zur Wallkrone ein Höhenunterschied von etwa 2,5 Meter. Erhalten hat sich der Wall in einer Breite von sechs Meter und in einer Höhe von rund 1,5 Meter. In abschüssigen Geländebereichen weist der Wall außen immer noch eine Höhe von 2,5 Meter auf. Der Graben ist heute noch bis zu vier Meter breit bei einer Tiefe von etwa einem Meter. Die archäologischen Untersuchungen sprechen für eine Holz-Erde-Konstruktion, möglicherweise mit vertikalen Außenwänden aus Holz. Für Türme gibt es keine Anzeigen. Die Anlage verfügte über ein Tor an der Ostseite und zugleich an der tiefsten Stelle. Dort findet sich eine fünf Meter breite Lücke im Wall und davor eine Erdbrücke im Graben.

## Namensgebung
Ab dem 16. Jahrhundert sind für die Anlage Bezeichnungen überliefert, die auf Hünenburg oder abgewandelte Wortformen lauteten. Zeitweise wurde die Wallanlage wegen ihrer Lage auf dem Ravensberg als Ravensburg bezeichnet. Die Entstehung des Namens Kring ist nicht näher bekannt, lässt sich aber wahrscheinlich von seinem Ringwall ableiten, da Kring im Germanischen ein rechtlich abgegrenztes Gebiet bedeutet. Außerdem kann es sich um einen Kreis handeln, in dem Thingversammlungen stattfanden und ein Urteil verkündet oder vollstreckt wurde. Kring kann sich aber auch aus einer Tätigkeit herleiten, wie folgender mittelhochdeutsche Rechtstext belegt:
maniger wanet ein meister sin
binnen sineme krenge,
der kume bleve ein meisterlin,
liefe er mit mir die lenge.

## Forschungsgeschichte

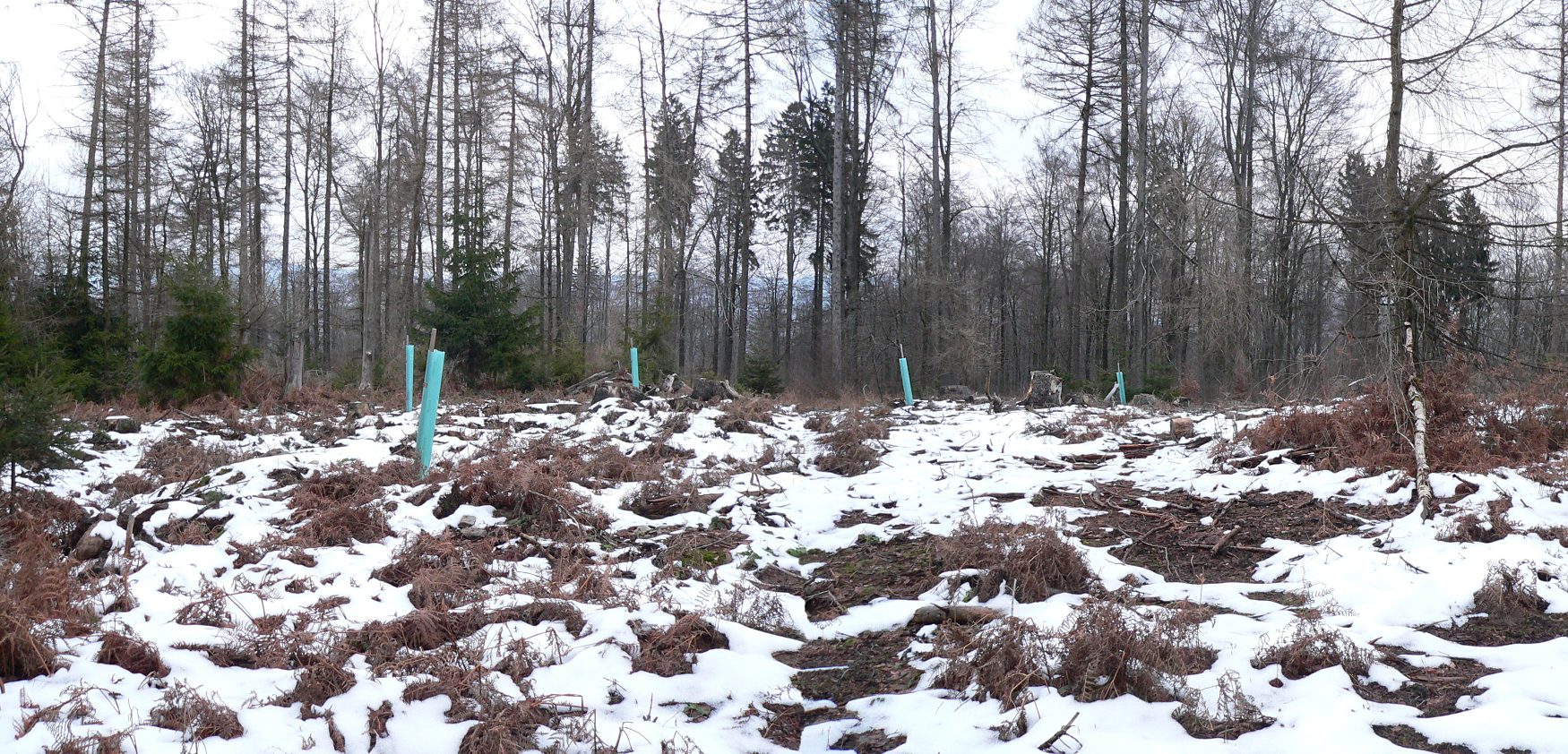
Blick in den Innenraum des Kring

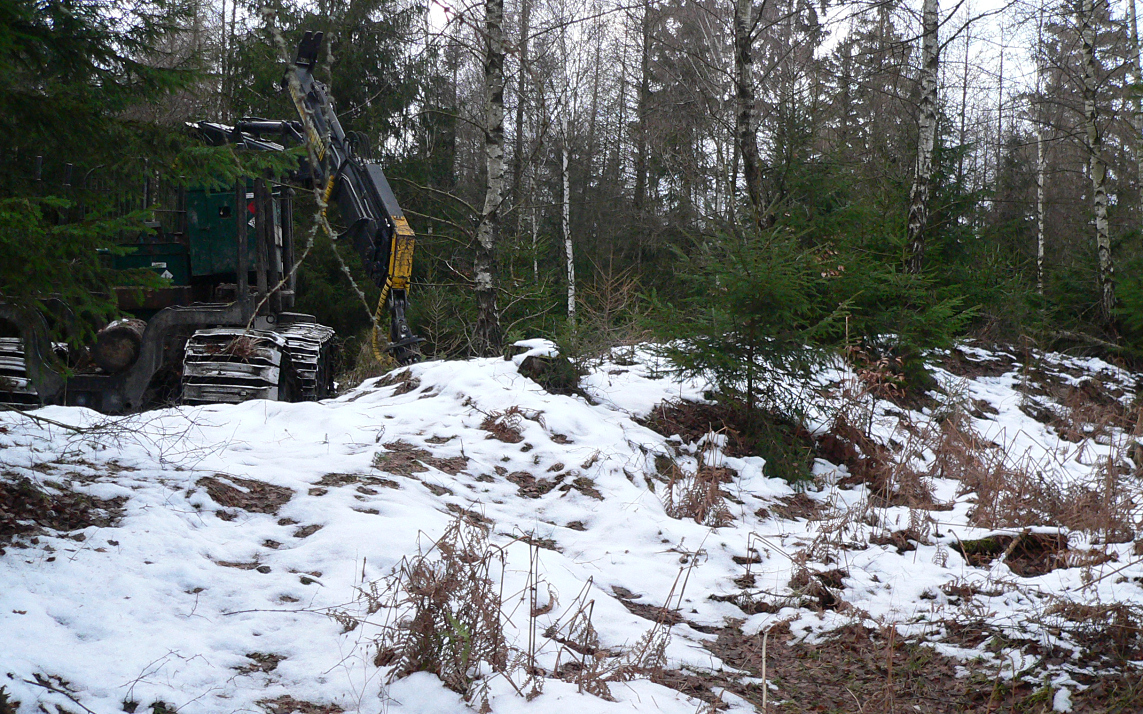
Von einem Forstweg durchschnittener Wallbereich, auf dem Weg ein Holzvollernter

Nahe der Ringwallanlage Kring führte ein bronzezeitlicher Handelsweg vorbei, der von der Fuldafurt bei Spiekershausen zur Werrafurt bei Hedemünden führte. Im nördlichen Vorgelände des Kring wurde 1881 bei der Öffnung mehrerer Hügelgräber ein Hortfund mit 20 Bronzeobjekten aus der Urnenfeldzeit gemacht. Die Fundstücke wurden Museen in Hannover und dem Mündener Heimatmuseum zur Verfügung gestellt. Eine erste archäologische Untersuchung des Kring nahm Carl Schuchhardt 1892 durch eine Probegrabung im Inneren der Wallanlage vor, die unergiebig blieb.
1983 erfolgte auf Initiative des hannoverschen Instituts für Denkmalpflege eine topographische Vermessung der Wallanlage durch Studenten der Universität Hannover. Die Kreisarchäologie Göttingen führte in den Jahren 1988, 1991 und 2000 Prospektionen mittels Metalldetektor durch. Die aufgefundenen Eisenobjekte ließen sich zunächst nicht zeitlich einordnen, eine spätere Restaurierung identifizierte sie als römisch. Nach einem Windwurf 1991 mit entwurzelten Bäumen fanden sich in einem Wurzelballenloch verkohlte Rundhölzer aus Buche, die auf eine frühere Holz-Erde-Konstruktion und eine Zerstörung durch Brand schließen ließen. Eine erst im Jahre 2005 vorgenommene C14-Datierung an Holzkohleresten ergab eine Zeitstellung in der frühen Römischen Kaiserzeit. Dadurch rückte ab 2006 die Anlage erneut in den Blickpunkt der Archäologen, da ein Zusammenhang mit dem Römerlager Hedemünden auf der gegenüberliegenden Flussseite der Werra zu vermuten war. Prospektionen mittels Metalldetektoren im Jahre 2006 und Ausgrabungen zwischen 2007 und 2009 mit rund 10 Grabungsschnitten im Wallinneren führten zu zahlreichen Fundstücken römischer Herkunft. Darunter waren Ausrüstungsteile, Zeltheringe, Baueisen, Werkzeuge, Katapultbolzen, Caligae und Münzen. Einzelne Stücke ließen sich der Zeit des Kaiser Augustus (27 v. Chr. bis 14 n. Chr.) zuordnen. Ein besonderes Fundstück war eine eiserne Fessel in der Art einer Halsgeige, die mit Schlaufen aus Metall das Fesseln der Hände an den Kopf vorsah. Am Marschweg vom Kring hinunter zur Werrafurt wurde in einer Depotsituation ein vollständig erhaltener eiserner Legionärsdolch (Pugio) entdeckt. Die Funde legen nahe, dass der Kring ein römisches Kleinlager und damit Außenposten des rund 3 km entfernt gelegenen Römerlagers in Hedemünden war.